# UTC+5
UTC+5 je vremenska zona.

## Kao standardno vreme (cele godine)
- Kazahstan
  - zapadni deo - Severnokazahstanska oblast, Atirauska oblast, Mangistauska oblast, Aktjubinska oblast
- Maldivi
- Tadžikistan
- Uzbekistan
- Turkmenistan

Zavisne teritorije:
- Herd i Makdonald ostrva (Australija)
- Francuske južne i antarktičke zemlje (Francuska)

## Kao standardno vreme samo zimi (zima na severnoj hemisferi)
- Pakistan

## Kao letnje ukazno vreme (leto na severnoj hemisferi)
- Azerbejdžan
- Jermenija